# Doublet lexical
Un doublet lexical (ou « doublon ») est une paire de mots différents par la forme et par le sens mais de même origine étymologique, entrés dans la langue par des voies (et le plus souvent à des époques) différentes. En général, chaque terme du doublet se spécialise dans un sens particulier, plus ou moins proche de celui qu'a gardé l'autre.
C'est le cas de nombreux mots français : une partie du français est lentement issue du latin oral et populaire, par transformations successives qui expliquent les importantes différences entre le latin et le français (par exemple, regalis a donné « royal » par une évolution phonétique très lente). Une autre partie des mots français est directement empruntée au latin (classique, en général, mais aussi au latin ecclésiastique du Moyen Âge ou de la Renaissance) : c'est le cas des termes techniques « régalien » et « régale », empruntés au latin regalis. Le terme directement emprunté n'a subi que des modifications mineures, alors que le terme issu du latin vulgaire a subi des modifications majeures (palatalisation du [g] par exemple, qui rendrait incompréhensible le terme « royal » à un locuteur natif latin).
Les doublets lexicaux existent dans toutes les langues qui ont connu une vague d'emprunts direct à une langue, et non pas forcément à leur langue mère. Ainsi, le japonais possède des doublets lexicaux puisqu'il a emprunté un grand nombre de termes au chinois à l'occasion de la création du système d'écriture japonais (inspiré du système chinois). Un même kanji aura alors une prononciation d'origine chinoise (langue isolante) et une prononciation d'origine japonaise (langue agglutinante). Il en résulte une langue contemporaine en partie agglutinante et en partie isolante.
On parle de doublet pour une paire de mots de la même classe grammaticale et non de classes différentes : ces derniers ne proviennent pas du même étymon, comme « chien » venant de canis et « canin » venant de caninvs, bien qu'il existe entre « chien » et « canin » une différence de provenance (par transformation et par emprunt). « Chien » n'a pas de doublon (substantif qui serait emprunté au latin, en général au latin classique ou scientifique de la Renaissance). En revanche l'adjectif « canin » a eu, avant le XIIe siècle, un doublet populaire disparu au XXIe siècle : c'était l'adjectif chienin ou chenin.
La Renaissance a favorisé la création de tels doublons, grâce à l'intérêt des humanistes envers les langues antiques, et parce que le français manquait de termes scientifiques ou techniques: plusieurs mots ont donc été introduits en français par emprunt à cette époque.

## Datation de l'apparition des mots dans un dictionnaire étymologique
Il résulte de ces différences entre le terme populaire et le terme technique à l'intérieur du doublon que la date d'apparition du terme technique peut être déterminée assez précisément (les termes techniques étant surtout utilisés — et même inventés ou empruntés — à l'écrit), alors que la date d'apparition du terme populaire du doublon ne sera pas la date d'invention, mais la date de la première occurrence attestée à l'écrit : l'écrit est en effet la seule source de renseignement de l'étymologiste, ce qui empêche une datation précise des termes populaires, donc oraux.

### Exemples
Par exemple, gourde et courge sont des doublets provenant de l'ancien français coorde, le premier attesté d'abord au XIIIe siècle, le second dans la seconde moitié du XIVe. Alors que coorde désigne la courge, la forme gourde renvoie à l'emploi qu'on peut faire d'une courge comme récipient transportable tandis que la seconde désigne bien le légume. La différence de signifiant s'explique, quant à elle, par le fait que gourde a subi le voisement de l'initiale /k/ en /g/ alors que courge a subi l'altération -rd- en -rg-, l'inverse du changement typique des parlers de l'Ouest (cf. anc. fr. bourgain, borjaine (v. 1200), régional bourgène (1775) > bourdaine ; argile > gallo ardille, etc.). Ceci a permis de distinguer les deux sens de l'ancien coorde.
Il existe encore beaucoup d'autres exemples, notamment :
- Royal / régalien (de regalis)
- Homme / hominidé (de homo, hominis, avec un seul m)
- reine (français)/régine prénom qui veut dire reine en latin/ régina qui veut dire reine en latin

## Doublets populaires et savants
L'emprunt de mots au latin a produit de nombreux doublets lexicaux : la langue française venant du latin par une lente évolution, tout mot emprunté à la langue-mère classique et introduit artificiellement dans le lexique est susceptible de rencontrer son double provenant, après une plus ou moins longue évolution, du même mot latin introduit plus tôt voire hérité directement. Ce processus a été constant durant le Moyen Âge, en ancien français. D'autre part, la relatinisation de la langue française intervenue à la Renaissance (surtout visible au XVIe siècle), époque à laquelle on a importé des mots latins francisés dits savants, le plus souvent employés dans des domaines techniques ou dans un vocabulaire littéraire, a aussi donné naissance à de nombreux doublets. On nomme la forme issue du latin vulgaire « doublet populaire », celle introduite artificiellement dans la langue à partir du latin classique ou ecclésiastique « doublet savant ».
Les mots dérivés directement du latin ou empruntés ont donc subi une évolution phonétique plus importante que le doublet plus récent, ce qui explique les différences de signifiant et de signifié, d'autant plus importantes quand l'écart entre les deux mots est étendu dans le temps. On trouvera ci-dessous quelques exemples.

### Ambiguïté de l’étymon originel
Selon Ferdinand de Saussure dans son Cours de linguistique générale, on ne peut pas parler de doublet (ou doublon) provenant du latin. En effet, les mots empruntés le sont pour la plupart du latin médiéval, langue quelque peu artificielle et savante, voire reconstruite : dans tous les cas, tout à fait différente du latin populaire dont une partie du français est issue par lente évolution.

### Doublets lexicaux populaires
Il existe également des doublets constitués de deux termes populaires. Il faut distinguer deux cas de figure.

#### Raisons variationnelles
Ici, le doublet apparaît parce que la langue normée, à forte base francienne, a parfois emprunté un mot à une langue d’oïl ou a continué une variation déjà présente en ancien ou moyen français.

#### Raisons casuelles
Ici, le doublet apparaît parce que les formes du cas sujet et du cas régime se sont maintenues toutes deux en français moderne, mais en donnant deux termes bien distincts sur le plan, sinon sémantique, du moins lexical.

### Dans les autres langues
Le phénomène des doublets lexicaux ne se limite pas aux langues romanes : en japonais, par exemple, du même mot anglais strike « coup ; grève », on obtient deux emprunts selon le sens, dont sutoraiku (ストライク) pour un coup (au baseball ou au bowling) et sutoraiki (ストライキ) pour une grève. Ce type de doublets est cependant assez éloigné de ceux du français, car il n'est pas question d'évolution phonétique.